# جواز سفر أندوري
يصدر جواز سفر أندوري لمواطني أندورا للسفر الدولي.

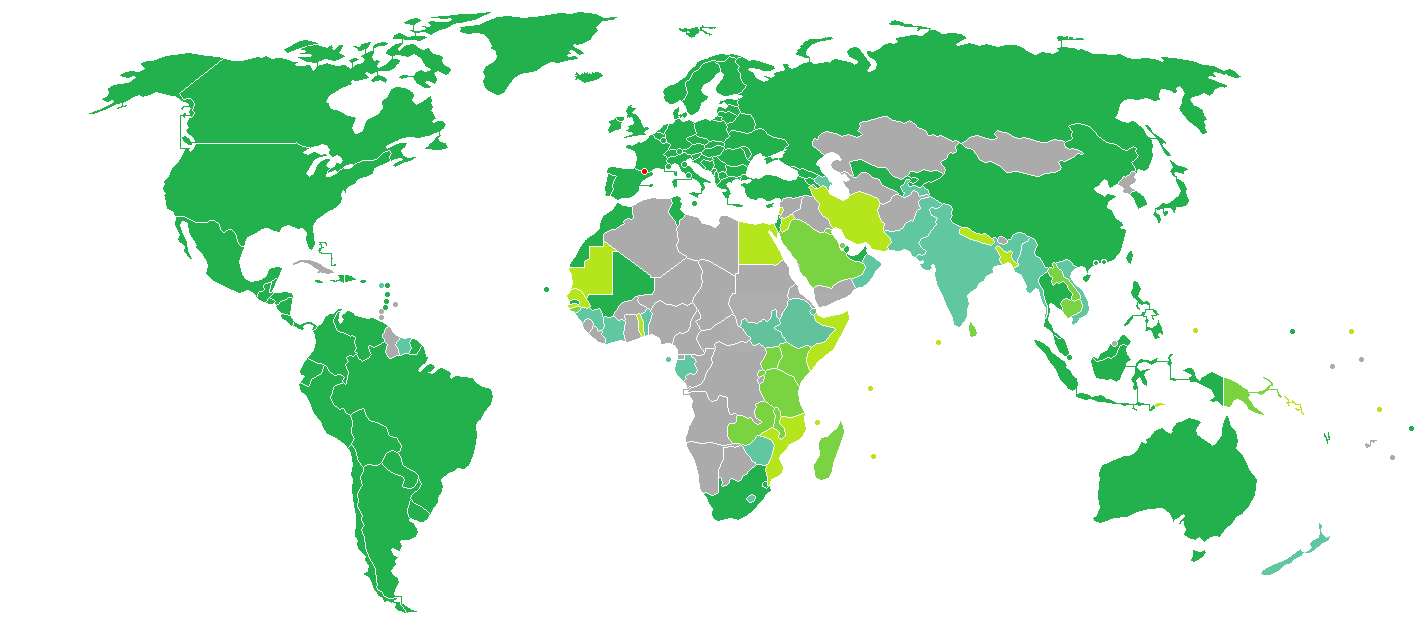
البلدان والأقاليم التي لا تفرض تأشيرة أو تطلب تأشيرة دخول عند الوصول للجهة، لحاملي جواز سفر أندوري.

## متطلبات التأشيرة
اعتبارًا من 2 يوليو 2019 كان لدى مواطني أندورا إمكانية دخول 166 دولة وإقليم بدون تأشيرة أو تأشيرة عند الوصول، مما جعل جواز سفر أندورا يحتل المرتبة 21 من حيث حرية السفر وفقًا مؤشر هينلي لجوازات السفر.

## روابط خارجية
- معرض جواز سفر أندورا